# Liste der Kulturgüter in Ponte Capriasca
Die Liste der Kulturgüter in Ponte Capriasca enthält alle Objekte in der Gemeinde Ponte Capriasca im Kanton Tessin, die gemäss der Haager Konvention zum Schutz von Kulturgut bei bewaffneten Konflikten, dem Bundesgesetz vom 20. Juni 2014 über den Schutz der Kulturgüter bei bewaffneten Konflikten sowie der Verordnung vom 29. Oktober 2014 über den Schutz der Kulturgüter bei bewaffneten Konflikten unter Schutz stehen.
Objekte der Kategorien A und B sind vollständig in der Liste enthalten, Objekte der Kategorie C fehlen zurzeit (Stand: 1. Januar 2023).

## Kulturgüter
| Foto |                                                                    | Objekt                                                                         | Kat. | Typ | Standort                        | Beschreibung |
| ---- | ------------------------------------------------------------------ | ------------------------------------------------------------------------------ | ---- | --- | ------------------------------- | ------------ |
| ja   | Datei hochladen · Wikidata zu Pfarrkirche Sant’Ambrogio (Q3672364) | Pfarrkirche Sant’Ambrogio / Chiesa parrochiale di Sant’Ambrogio KGS-Nr.: 05674 | A    | G   | Via alla Chiesa 716911 / 102296 |              |
| BW   | Datei hochladen · Wikidata zu Oratorium San Rocco (Q29884657)      | Oratorium San Rocco / Oratorio di San Rocco KGS-Nr.: 12005                     | B    | G   | Via Bossago 717004 / 102282     |              |